# Aeropuerto de Cheboksary

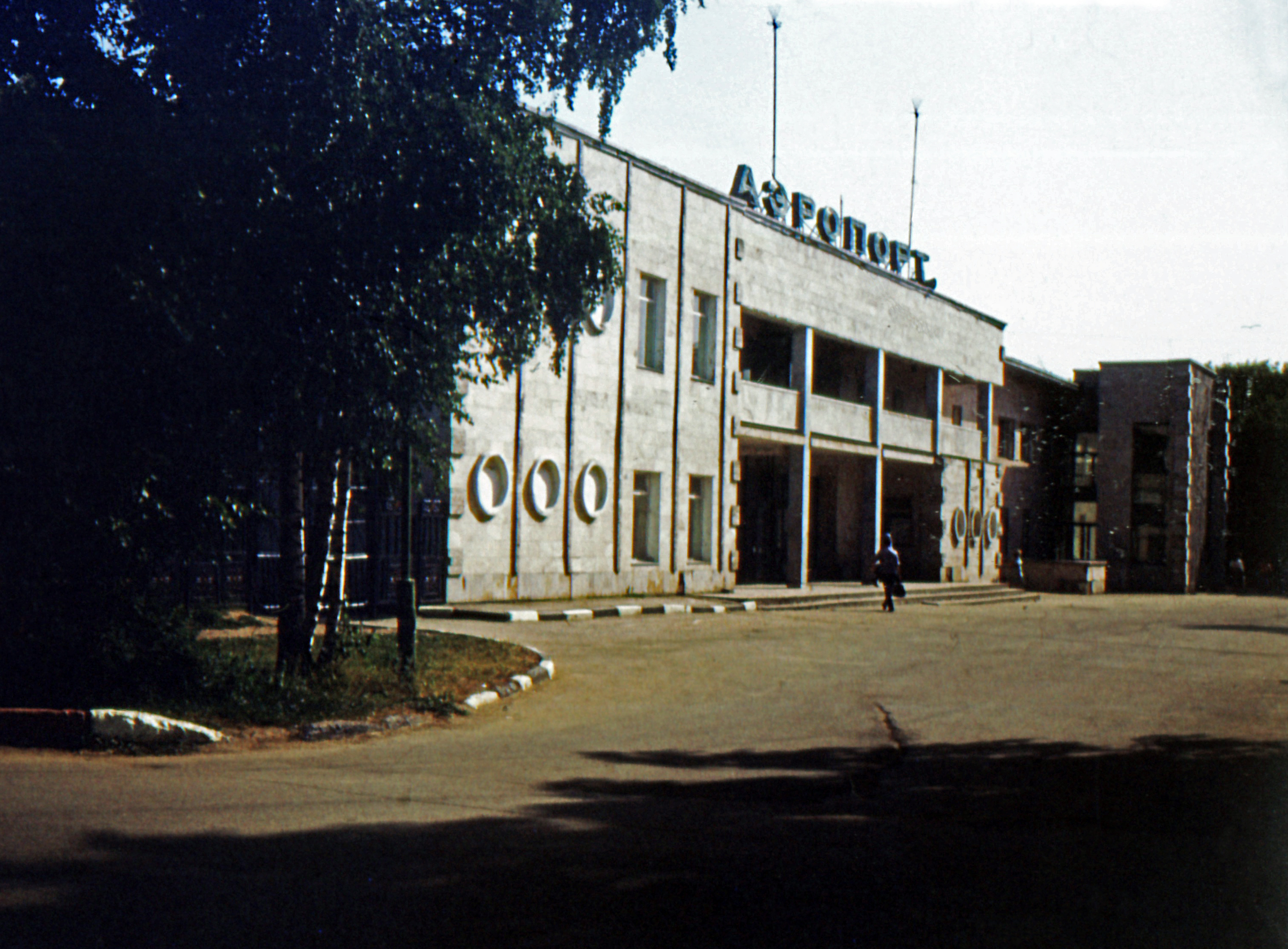
Terminal

El Aeropuerto de Cheboksary (del ruso: Аэропорт Чебоксары) (IATA: CSY, ICAO: UWKS) es un aeropuerto ubicado 7 km al sudeste de Cheboksary, capital de la República de Chuvasia, Rusia. 

## Pista
Cuenta con una pista de asfalto en dirección 06/24 de 2.512 × 49 m (8.241 × 161 pies). La plataforma se encuentra cerca de la cabecera de la pista 06.

## Aerolíneas y destinos
| Nombre compañía | Destinos          |
| --------------- | ----------------- |
| RusLine         | Moscú             |
| Orenair         | Antalya           |
| Izhavia         | Sochi             |
| UTair Aviation  | Beloyarsky, Moscú |